# 올라프 1세 (노르웨이)

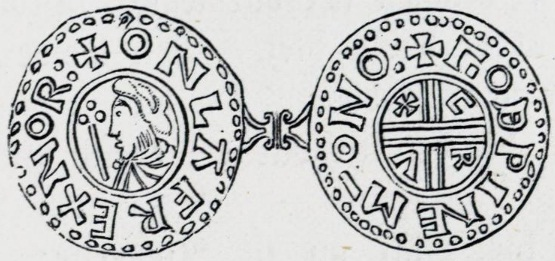
올라프 1세 시대에 발행된 동전

올라프 1세(노르웨이어: Olaf I, 960년대 ~ 1000년 9월 9일) 또는 올라프 트뤼그바손(노르웨이어: Olaf Tryggvason)은 노르웨이의 국왕(재위: 995년 ~ 1000년)이다. 비겐 가 출신이다.

## 생애
비켄의 소왕이었던 트뤼그베 올라프손(Tryggve Olafsson)의 아들로 태어났다. 몇몇 사가 작품에서는 그가 노르웨이의 하랄 1세 국왕의 증손자라고 한다.
1070년대에 아담 폰 브레멘이 쓴 문서인 《함부르크 주교들의 사적》, 1190년대 아이슬란드의 오드르 스노라손(Oddr Snorrason), 귄뢰이그르 레이프손(Gunnlaugr Leifsson)이 쓴 사가 작품, 1230년경 아이슬란드의 역사가인 스노리 스투를루손(Snorri Sturluson)이 쓴 사가 전집인 《헤임스크링글라》에서는 그의 이름이 등장한다.
995년에 노르웨이의 국왕으로 즉위했다. 노르웨이의 국왕으로 즉위한 이후에는 노르드인에게 의무적으로 기독교로 개종할 것을 지시했다. 995년에는 노르웨이 최초의 교회를 설립했으며 997년에는 트론헤임을 설립했다. 트론헤임 중앙광장에는 그의 동상이 세워져 있다. 1000년에 일어난 스볼레르(Svolder) 전투에서 스웨덴-덴마크-벤드인 연합군이 이끄는 군대의 공격을 받고 전사했다.
| 전임 호콘 시구르손, 스베인 튜구스케그 | 노르웨이의 국왕 995년 ~ 1000년 | 후임 스베인 튜구스케그 |

## 같이 보기
- 가르다리키